# ジ・エンド (ビートルズの曲)
「ジ・エンド」（The End）は、ビートルズの楽曲である。1969年9月に発売された11作目のイギリス盤公式オリジナル・アルバム『アビイ・ロード』に収録された。レノン＝マッカートニー名義となっているが、ポール・マッカートニーによって書かれた楽曲。アルバム『アビイ・ロード』のB面の特徴であるメドレー「ザ・ロング・ワン」（The Long One）の8曲目にあたる楽曲で、メドレー全体を締めくくる楽曲となっている。また、ビートルズのレコードで唯一、リンゴ・スターがドラムソロを披露した楽曲ともなっている。

## 背景・曲の構成

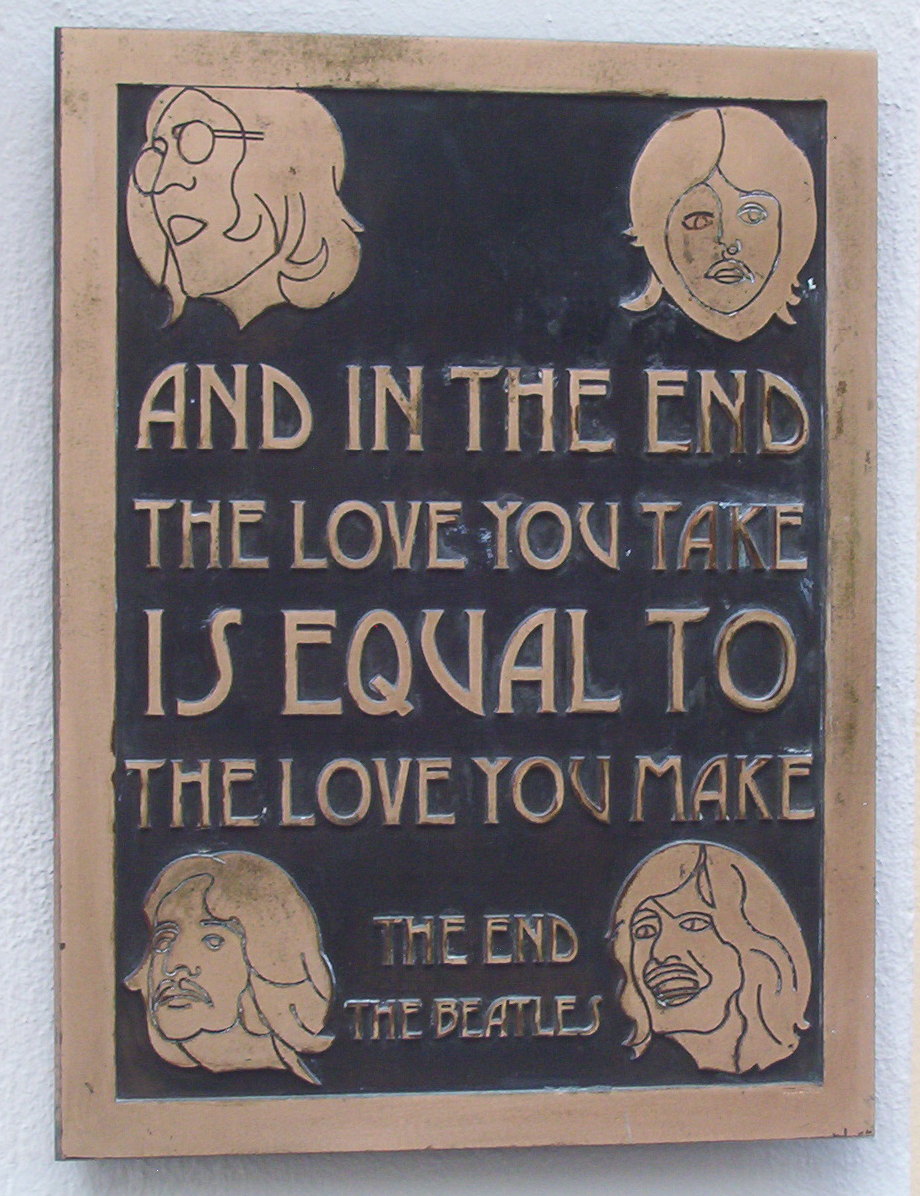
本作の歌詞が刻まれた盾

スターのドラムソロをはじめとした各人の楽器のソロパートが含まれている。スターは「ソロを面白いと思ったことは一度もない」と語るなど、ドラムソロを嫌っていて拒否していたが、ジョージ・マーティンの説得により演奏した。このことについてスターは「ジョージ・マーティンに説得された。僕が叩いている間、彼がずっと数を数えていた。時間を稼がなくちゃならなかったから。それで僕は妙ちくりんなタイミングで切り上げることになった。長さが13小節だったからね。とにかく僕はソロを叩いたし、これはあくまで特例だ。やり終えた今は満足してるけどね」と語っている。このドラムソロは、アイアン・バタフライの楽曲「ガダ・ダ・ヴィダ」におけるロン・ブッシーのドラミングを模したもの。
ドラムソロが終わると、マッカートニー、ジョージ・ハリスン、ジョン・レノン（演奏順）によりギターソロリレーが始まり、各人2小節のギターソロを3回演奏している。このセクションは、3人がそれぞれのセクションを演奏することを、ハリスンが提案した。
各人のソロパートの後に、「And, in the end, the love you take/ Is equal to the love you make.（結局、あなたが得る愛は、あなたが与える愛（の量）に等しい）」というメッセージが歌われるという構成になっている。マッカートニーは、「メドレーをちょっと意味のある連句で締めたかったから、シェイクスピアを追求して書いた」とコメントし、マッカートニーに多い物語調の歌詞を嫌っていたレノンは「見ろ、アイツだって書こうと思えばこういう哲学的な歌詞が書けるんだ」と皮肉半分に称賛した。

## レコーディング
「ジ・エンド」のレコーディングは、1969年7月23日にEMIレコーディング・スタジオのスタジオ3で開始された。テープ・ボックスには「Ending」と表記されていた。8トラック・レコーダーのトラック1と2にスターのドラム、トラック3にレノンのギター、トラック4にハリスンのギター、トラック5にマッカートニーのベースが録音された。記録上はメドレー「ザ・ロング・ワン」のメイン・セクションが7テイクから録音されたことになっているが、テープにはテイク7の後に22から33までの番号がふられたアウトテイクが収録されている。このことから、33回ものリハーサル・テイクののちに、テープが巻き戻されて改めてカウントが開始されたと推測できる。
7月30日にメドレー「ザ・ロング・ワン」に含まれる楽曲のレコーディングが完了したため、曲順を決めるための仮編集が行われたが、この段階ではボーカルやギターソロ、オーケストラは含まれていなかった。試作段階のメドレーは、2019年に発売された『アビイ・ロード (スーパー・デラックス・エディション)』のCD3に収録された。
8月5日に曲頭のボーカル、7日にボーカル（「Love you」と繰り替えすパート）とギターソロ、アルバムのカバー写真の撮影が行なわれた8月8日にベースとドラムが追加された。その後8月15日にオーケストラ、18日にエンディング部分のピアノとボーカルが追加されて完成となった。
また、スターのドラムソロには当初タンバリンとギターの音が入っていたが、ミキシング時にカットされた。このカットされた音が含まれたアレンジは、1996年に発売された『ザ・ビートルズ・アンソロジー3』に収録された。こちらでは、前述のカットされた音が含まれている他に、ギターソロやオーケストラが強調され、曲の最後には「ア・デイ・イン・ザ・ライフ」のピアノコードが加えられている。

## クレジット
※出典
- ポール・マッカートニー - リード・ボーカル、ハーモニー・ボーカル、ベースギター、リードギター、ピアノ
- ジョン・レノン - リードギター、リズムギター、
- ジョージ・ハリスン - リードギター、リズムギター
- リンゴ・スター - ドラム、タンバリン
- ジョージ・マーティン - オーケストレーション[16]

## その他
2006年に発売されたリミックス・アルバム『LOVE』に収録されている「ゲット・バック」には、ドラムソロとポールの2回目のギターソロとジョンの最後のギターソロが使用されている。
マッカートニーは『Get Back Tour』で披露して以降、コンサートでのアンコールのエンディングナンバーとして演奏されており、『ポール・マッカートニー・ライブ!!』『ポール・マッカートニー・ライブ・ハイライツ!!』『バック・イン・ザ・U.S. -ライブ2002』『バック・イン・ザ・ワールド』等のライブ・アルバムにライブ音源が収録されている。また、2012年に開催されたロンドンオリンピックの開会式で、フィナーレにポール・マッカートニーが「ヘイ・ジュード」と共に演奏した。
ビータリカはメタリカの「ジ・エンド・オブ・ザ・ライン」をカバーした際に、「ジ・エンド」のメロディを使用している。